# Erich Przywara
Erich Przywara (Katowice, 12 de outubro de 1889 - Murnau am Staffelsee, 28 de setembro de 1972) foi um sacerdote jesuíta, filósofo, e teólogo de origem alemã-polonesa, que foi um dos primeiros católicos a dialogar com os filósofos modernos. Ele é mais conhecido por sintetizar o pensamento de pensadores proeminentes em torno da noção de analogia do ser, a tensão entre a imanência divina e a transcendência divina, uma "unidade na tensão".

## Biografia
Przywara (pronuncia-se pshih-VA-ra) nasceu em 1889 de um pai polonês e uma mãe alemã na cidade da Alta Silesia (Prussiana) de Kattowitz, hoje Katowice na Polônia. Devido a leis anti-jesuíticas ainda em vigor na Alemanha, em 1908 ele entrou no noviciado da Sociedade de Jesus em Exaten, Países Baixos, concluindo seus estudos filosóficos e teológicos no colégio próximo Ignatius em Valkenburg. De 1913 a 1917, Przywara ensinou na Stella Matutina, em Feldkirch, na Áustria, onde também atuou como prefeito da música. Em 1920, ele foi ordenado e em 1922 mudou-se para Munique, onde durante o período 1922-1941 fez parte da equipe editorial da revista Stimmen der Zeit.
Durante este período, Przywara realizou centenas de palestras em toda a Europa central, mais famosamente no seminário de Davos em 1928 e 1929. Ele também foi extremamente prolífico, autorando entre 1922 e 1932 tantos quantos 17 livros e 230 artigos e comentários (e eventualmente sobre 40 livros e 800 artigos e comentários). Durante este tempo, ele também se envolveu no diálogo ecumênico com o teólogo protestante Karl Barth, que considerou Przywara como seu oponente mais sério, de fato "o gigante Golias encarnado", convidando Przywara para seus seminários em 1929 (em Münster) e 1931 (em Bonn).
Na frente política Przywara pregou contra os nazistas, vendo o regime nazista como uma "distorção do império cristão do passado". Por exemplo, em 1933, na véspera da apreensão do poder, ele argumentou em uma significativa conferência pública em Berlim que o cristianismo e o nazismo, com seus entendimentos concorrentes de "Reich", são finalmente incompatíveis. Em 1934, no espírito da declaração de Barmen, ele publicou um artigo no qual ele repudiou a noção de "igreja popular" ou Volkskirche, escrevendo que os cristãos pertencem, em última instância, não a pessoas particulares, alemãs ou não, mas a Cristo. E em 1935, durante uma palestra pública em Munique, ele foi interrompido, zombado e forçado pela Juventude Hitlerista por desafiar sua compreensão do "heroísmo".

## Maiores obras selecionadas
- Eucharistie und Arbeit (1917)
- Einführung in Newmans Wesen und Werk (1922)
- Religionsbegründung. Max Scheler—J.H. Newman (1923)
- Gottgeheimnis der Welt (1923)
- Gott (1926)
- Religionsphilosophie katholischer Theologie (1926; translated into English as Polarity, 1935)
- Ringen der Gegenwart, 2 vols. (1929)
- Analogia entis: Metaphysik (1932)
- Augustinus. Die Gestalt als Gefüge (1934)
- Deus semper maior. Theologie der Exerzitien, 3 vols. (1938)
- Crucis mysterium. Das christliche Heute (1939)
- Humanitas. Der Mensch gestern und morgen (1952)
- Christentum gemäß Johannes (1954)
- In und Gegen. Stellungnahmen zur Zeit (1955)
- Alter und Neuer Bund. Theologie der Stunde (1956)
- Logos, Abendland, Reich, Commercium (1964)